# Damon gracilis
Damon gracilis är en spindeldjursart som beskrevs av Peter Weygoldt 1998. Damon gracilis ingår i släktet Damon och familjen Phrynichidae. Inga underarter finns listade i Catalogue of Life.